# Manfred-Wörner-Seminar

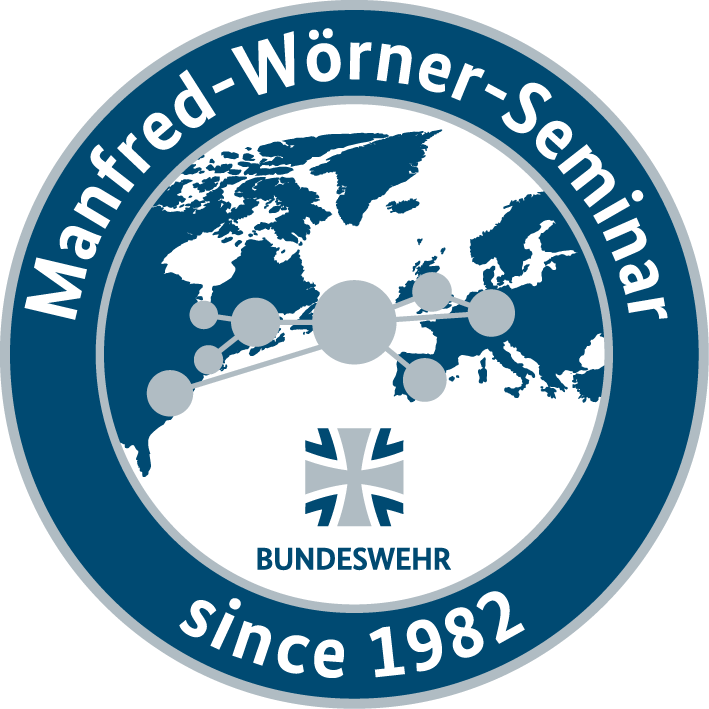
Logo des Manfred-Wörner-Seminars (seit 2023)

Das Manfred-Wörner-Seminar ist eine angesehene internationale Konferenz junger Führungskräfte des außen- und sicherheitspolitischen Sektors, das zweimal im Jahr vom Bundesministerium der Verteidigung organisiert wird. Dabei treffen jeweils 10 ausgewählte Teilnehmer aus Deutschland, den USA und weiterer europäischer Länder zusammen, um über aktuelle weltpolitische Themen zu sprechen, relevante Institutionen in mehreren europäischen Ländern zu besuchen, sich dort mit hochrangigen Führungskräften auszutauschen und die transatlantische Zusammenarbeit zu stärken.
Das Seminar fand erstmals 1982 als Seminar für Deutsch-Amerikanische Verständigung statt und ist benannt nach dem ehemaligen deutschen Verteidigungsminister und NATO-Generalsekretär Manfred Wörner.

## Inhalt
Während des zwölftägigen, bis 2021 neuntägigen Programms, werden in der Regel verschiedene internationale Institutionen, Behörden, Ministerien und militärische Stützpunkte besucht. Dazu zählen unter anderem regelmäßig das NATO-Hauptquartier, die Europäische Kommission, der Europäische Auswärtige Dienst, das Bundesministerium der Verteidigung, das Bundeskanzleramt, das Auswärtige Amt und der Bundestag. Besuchte militärische Stützpunkte sind meist das NATO Airborne Early Warning & Control Force Command in Geilenkirchen sowie das Allied Joint Force Command Brunssum. Alle Besuche finden in Form von Expertengesprächen mit Vertretern der jeweiligen Institutionen zu ausgewählten Themen statt. Im Jahr 2022 fand unter anderem beispielsweise ein Expertengespräch mit NATO-Sprecherin Oana Lungescu statt.
Daneben finden weitere Gesprächsrunden mit institutionsunabhängigen Experten, beispielsweise Professoren oder Vertretern von Think-Tanks statt.
Neben dem sicherheitspolitischen Austausch mit Experten ist ein weiterer Aspekt des Seminars die Förderung internationaler Verständigung und die Vernetzung der Teilnehmer untereinander. Über das Alumninetzwerk wird das Ziel der internationalen Vernetzung auch jahrgangsübergreifend verfolgt.
Die geknüpften Verbindungen sollen die Grundlage für einen beständigen gegenseitigen Dialog über den Atlantik hinweg legen, der das Verständnis für die jeweiligen politischen Verhältnisse und Interessen schärft und damit zur gegenseitigen Vertrauensbildung beiträgt.
Das Motto des Seminars lautet „Nicht übereinander, sondern miteinander reden“. Es findet, aufgrund der internationalen Zusammensetzung der Teilnehmer, in englischer Sprache statt.

## Teilnehmer
Das Seminar richtet sich an junge, zivile Führungskräfte aus Deutschland, den USA und europäischen Ländern im Altersband zwischen 25 und 35 Jahren, die bereits erste Erfahrungen als Entscheidungsträger in Politik, Wirtschaft und Wissenschaft gemacht haben. Meist handelt es sich dabei um Angehörige von Ministerien, Behörden und staatlichen Institutionen sowie von Unternehmen, Organisationen, ThinkTanks, Universitäten und Hochschulen.

## Geschichte
Initiiert vom damaligen Bundesminister der Verteidigung, Manfred Wörner, wurde das Seminar 1982 als „Seminar für Deutsch-Amerikanische Verständigung“ ins Leben gerufen. Intention Wörners war es, mit dem Seminar einen Beitrag zum Verständnis zwischen den sicherheitspolitischen Kulturen Deutschlands und seines wichtigsten Verbündeten, den USA zu schaffen, die sich in vielen Bereichen zwar ähneln, in anderen aber verschiedene Sichtweisen auf die gleichen Herausforderungen offenbaren. Vor allem sicherheits- und verteidigungspolitische Fragestellungen spielten dabei von Beginn an eine zentrale Rolle.
Nach dem Tod Manfred Wörners 1994 wurde ihm zu Ehren das Seminar im Jahr 1995 durch den damals amtierenden Bundesminister der Verteidigung Volker Rühe, im Beisein der Witwe Wörners, Elfie Wörner, in „Manfred-Wörner-Seminar für Deutsch-Amerikanische Verständigung“ umbenannt.
Die Durchführung des Seminars oblag im Auftrag des Bundesministeriums der Verteidigung von 1982 bis 1988 dem Pressezentrum der Luftwaffe und von 1989 bis 2012 dem Streitkräfteamt, Abteilung Öffentlichkeitsarbeit in Sankt Augustin.
Im Zuge der Neuausrichtung der Bundeswehr zog die für das Seminarmanagement verantwortliche Abteilung im Jahr 2012 an die Akademie der Bundeswehr für Information und Kommunikation in Strausberg, heute Zentrum Informationsarbeit Bundeswehr. Verantwortlich für Planung, Organisation, Durchführung und Begleitung des Manfred-Wörner-Seminars ist dort bis heute der nach dem Umzug neu aufgestellte Bereich Bundeswehr und Gesellschaft.
Bis 2019 trafen pro Seminar jährlich 30 junge deutsche und amerikanische Führungskräfte aus den Bereichen Wirtschaft, Wissenschaft und Politik zum Dialog über die Chancen und Herausforderungen der deutsch-amerikanischen Beziehungen zusammen. Im Jahr 2020 konnte das Seminar erstmals in seiner Geschichte aufgrund der weltweiten Corona-Pandemie nicht stattfinden.
Das ab dem Jahr 2010 parallel unter der Bezeichnung „Europaseminar“ durchgeführte Seminar für deutsch-europäische Teilnehmergruppen wurde im Jahr 2021 erstmals mit dem Manfred-Wörner-Seminar zusammengeführt und unter dem Titel Euro-Atlantik-Seminar durchgeführt. Das ursprünglich als Ausgleich für das 2020 abgesagte Manfred-Wörner-Seminar und Europaseminar gedachte Format führte erstmals Teilnehmer aus Deutschland, den USA und unterschiedlichen weiteren europäischen Staaten zusammen. Ab dem Jahr 2022 wurde die Kombination aus Manfred-Wörner-Seminar und Europaseminar beibehalten, wird jedoch unter dem traditionellen Markennamen Manfred-Wörner-Seminar fortgeführt. Zudem finden seitdem zwei Durchgänge jährlich statt, in der Regel zwischen Juni und September, an denen jeweils insgesamt 30 junge deutsche, US-amerikanische und europäische Führungskräfte teilnehmen.

## Logo
Die Markenkommunikation des Manfred-Wörner-Seminars wird unter einem eigenen Logo geführt, das seit seiner Einführung, zumeist bei Änderungen am Seminarformat oder bei Übernahme der Verantwortung durch eine andere Bundeswehrdienststelle, mehrmals angepasst wurde. In den meisten Fällen wurde dabei lediglich das integrierte Dienststellenlogo ausgetauscht. Eine grundlegende Änderung des Logodesigns fand erst 2021 mit der Integration des Europaseminars statt.
|  | Logo des Manfred-Wörner-Seminars (verwendet bis 2013) Das erste Logo des Manfred-Wörner-Seminars wurde zur Zeit der Verantwortlichkeit durch das Streitkräfteamt nach 1989 eingeführt, das genaue Jahr ist jedoch nicht bekannt. Verwendet wurde es bis zur Übergabe der Seminarverantwortung an die Akademie der Bundeswehr für Information und Kommunikation 2013. Das Logo zeigt am oberen Rand den Titel des Seminars, das Zentrum bilden die gekreuzten Flaggen Deutschlands und der USA, über den Flaggen ist das Logo des Streitkräfteamts zu sehen. Am unteren Rand wird mit „since 1982“ auf das Gründungsjahr und die Historie des Seminars verwiesen.                                                           |
|  | Logo des Europaseminars (verwendet 2010–2012) Das Logo des Europaseminars wurde im Design an das Logo des Manfred-Wörner-Seminars angelehnt. Am oberen Rand befindet sich der Titel des Seminars, das Zentrum bilden die gekreuzten Flaggen Deutschlands und der Europäischen Union, über den Flaggen ist das Logo der verantwortlichen Bundeswehrdienststelle, des Streitkräfteamts integriert. Anders als beim Logo des Manfred-Wörner-Seminars, wurde jedoch statt eines Verweises auf das Gründungsjahr am unteren Logorand jährlich wechselnd der aktuelle Seminarjahrgang genannt. |
|  | Logo des Manfred-Wörner-Seminars (verwendet 2013–2014) Mit der Übergabe der Verantwortung für das Manfred-Wörner-Seminar vom Streitkräfteamt an die Akademie der Bundeswehr für Information und Kommunikation, wurde das integrierte Wappen des Streitkräfteamts durch das der Akademie ersetzt. Die Darstellung der gekreuzten Flaggen Deutschlands und der USA wurde beibehalten. |
|  | Logo des Europaseminars (verwendet 2013–2014) Mit der Übergabe der Verantwortung für das Europaseminar vom Streitkräfteamt an die Akademie der Bundeswehr für Information und Kommunikation, wurde das integrierte Wappen des Streitkräfteamts durch das der Akademie ersetzt. Die Darstellung der gekreuzten Flaggen Deutschlands und der Europäischen Union wurde beibehalten. Lediglich die Nennung des jeweiligen Seminarjahres am unteren Rand des Logos wurde aufgegeben und durch ein zeitlos gültiges „since 2010“ ersetzt. |
|  | Logo des Manfred-Wörner-Seminars (verwendet 2015–2019) Mit dem Aufwuchs der Akademie der Bundeswehr für Information und Kommunikation zum Zentrum Informationsarbeit Bundeswehr 2015 wurde das integrierte Logo durch das des Zentrums ersetzt. Alle übrigen Elemente des Logos blieben unverändert. |
|  | Logo des Europaseminars (verwendet 2015–2019) Mit dem Aufwuchs der Akademie der Bundeswehr für Information und Kommunikation zum Zentrum Informationsarbeit Bundeswehr 2015 wurde das integrierte Logo durch das des Zentrums ersetzt. Alle übrigen Elemente des Logos blieben unverändert. |
|  | Logo des Euro-Atlantik-Seminars (verwendet 2021) Das Logo des Euro-Atlantik-Seminars wurde nur während der einmaligen Durchführung unter diesem Seminartitel 2021 verwendet. Es weist erstmals eine grundlegende Designüberarbeitung auf, bei der anstelle von Flaggen, Linien und Punkte über einem Kartenausschnitt der Nordhalbkugel den transatlantischen Dialog symbolisieren. Oberhalb des Kartenausschnitts ist das Logo des Zentrum Informationsarbeit Bundeswehr integriert, darunter das Logo der Bundeswehr. Das „since 2021“ hatte sich mit der Anknüpfung an die Tradition des Manfred-Wörner-Seminars und die Wiederaufnahme des Markennamens im Folgejahr erübrigt.                                         |
|  | Logo des Manfred-Wörner-Seminars (2022) Mit der Wiederaufnahme von Tradition und Markennamen des Manfred-Wörner-Seminars nach der Zusammenlegung mit dem Europaseminar wurde das Design des Logos grundlegend verändert, da sich durch die Vielzahl an nunmehr möglichen Teilnehmerländern die Darstellung der deutschen und der US-amerikanischen Flagge überholt hatte. Das neue Design entspricht dem des Logos des Euro-Atlantik-Seminars, bei dem erstmals Teilnehmer aus europäischen Staaten vertreten waren. Die einzigen Unterschiede sind die größere und prominentere Darstellung des Dienststellenlogos des Zentrum Informationsarbeit Bundeswehr sowie der Verzicht auf eine Darstellung des Bundeswehrlogos. |
|  | Logo des Manfred-Wörner-Seminars (seit 2023) Um das Logo übersichtlicher, zeitloser und unabhängiger von der verantwortlichen Bundeswehrdienststelle zu gestalten, wurde das Logo des Manfred-Wörner-Seminars im Jahr 2023 erneut überarbeitet. Seitdem zeigt das Logo nun das Eiserne Kreuz mit dem Schriftzug „Bundeswehr“ anstelle des Logos der verantwortlichen Dienststelle. |

## Seminartraditionen

### Seminartaler

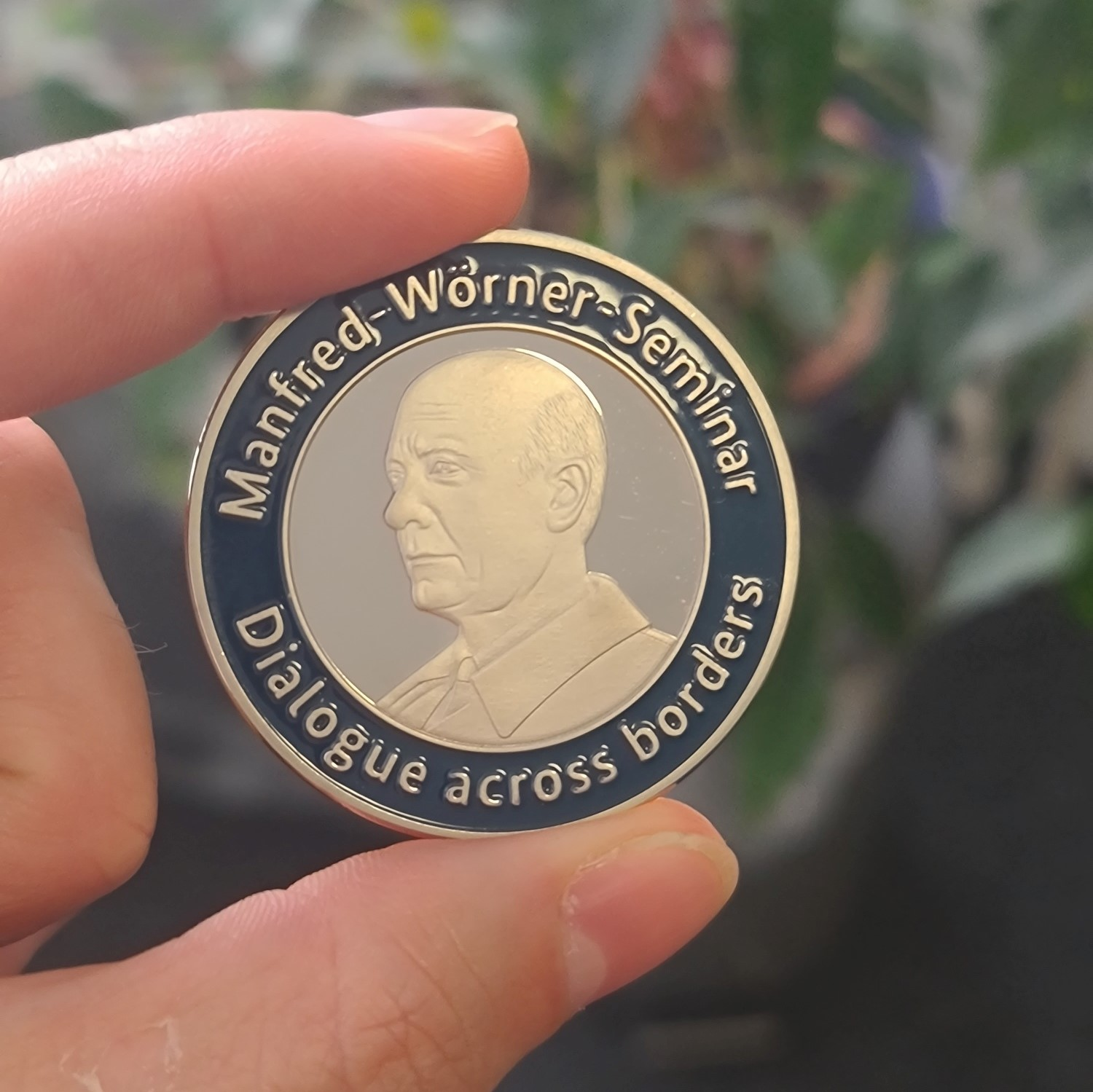
Der Taler des Manfred-Wörner-Seminars, hier die Rückseite mit dem Portrait Manfred Wörners.

Nach dem Vorbild der in vielen Streitkräften verbreiteten Tradition des Commander’s Coin, wird den Teilnehmern zum Abschluss eines jeden Seminars, neben einer Urkunde, der Seminartaler überreicht, dessen Besitz sie als Alumni des Manfred-Wörner-Seminars ausweist. Ähnlich wie im Falle des Logos hat sich das Design des Talers seit Einführung der Tradition mehrfach geändert. Er zeigt seit 2023 auf der Vorderseite das Logo des Seminars, die Rückseite zeigt ein Porträt Manfred Wörners. Der Seminartaler wurde Anfang der Zehnerjahre des neuen Jahrtausends eingeführt, nachdem sich die Tradition des Commander's Coin auch in der Bundeswehr verbreitet hatte. Bis 2022 wurde der Taler teilweise auch an Referenten vergeben, die im Rahmen des Seminars vorgetragen oder sich der Diskussion mit den Teilnehmern gestellt haben. Dabei wurde der Taler traditionell stets durch einen der Teilnehmer überreicht.

### Geschenkelotterie
Zum Abschluss jedes Seminars findet eine traditionelle Geschenkelotterie statt. Hierfür werden die Teilnehmer vorab aufgefordert, ein Geschenk mit Bezug zu ihrem Herkunftsland oder ihrer Heimatregion zum Seminar mitzubringen. Am Abschlussabend ermitteln die Teilnehmer nacheinander per Los einen weiteren Teilnehmer, dem sie ihr Geschenk vor der Gruppe überreichen. Immer der Beschenkte zieht daraufhin das nächste Los, um sein eigenes Geschenk an den nächsten Teilnehmer zu überreichen.